# Perosa Argentina
Perosa Argentina – miejscowość i gmina we Włoszech, w regionie Piemont, w prowincji Turyn.
Według danych na rok 2004 gminę zamieszkiwało 3731 osób, 143,5 os./km².